# Walter H. Tyler
Walter H. Tyler (* 28. März 1909 in Los Angeles, Kalifornien; † 3. November 1990 in Orange County, Kalifornien) war ein US-amerikanischer Szenenbildner.

## Leben
Tyler begann seine Karriere als Szenenbildner 1944 und wirkte ab 1946 an größeren Spielfilmproduktionen wie George Marshalls Thriller Die blaue Dahlie mit. Bereits im darauf folgenden Jahr wurde er für seine Mitarbeit am Filmdrama Eine Lady mit Vergangenheit zum ersten Mal für den Oscar nominiert. Für den Monumentalfilm Samson und Delilah erhielt er 1951 seinen einzigen Oscar. Es folgten weiter Oscarnominierungen für die Audrey-Hepburn-Filmkomödien Ein Herz und eine Krone und Sabrina sowie für Cecil B. DeMilles Monumentalfilm Die zehn Gebote mit Charlton Heston als Moses.
Anfang der 1960er Jahre erhielt Tyler drei weitere Oscarnominierungen, für Joseph Anthonys Filmdrama Viele sind berufen, die Jerry-Lewis-Komödie Besuch auf einem kleinen Planeten sowie für die Tennessee-Williams-Verfilmung Sommer und Rauch. In den 1960er Jahren arbeitete Tyler an sieben Musikfilmen mit Elvis Presley wie Café Europa, Acapulco und König der heißen Rhythmen. Zudem war er an den Neil-Simon-Verfilmungen Barfuß im Park, Ein seltsames Paar und Nie wieder New York beteiligt.
In den 1970er Jahren arbeitete Tyler wiederholt für Disney, darunter Herbie groß in Fahrt sowie Insel am Ende der Welt; hierfür wurde er 1975 letztmals für den Oscar nominiert. Für Disney betreute er auch einige Folgen der Fernsehserie Disneyworld. Ansonsten arbeitete er nur sehr selten für das Fernsehen; insgesamt wirkte er an drei Fernsehfilmen mit. Für den Fernsehfilm The Execution of Private Slovik mit Martin Sheen in der Hauptrolle erhielt er 1974 eine Emmy-Nominierung.
Tyler war der Großvater des Filmkomponisten Brian Tyler.

## Filmografie (Auswahl)
- 1945: The Man in Half Moon Street
- 1946: Die blaue Dahlie (The Blue Dahlia)
- 1947: Die Unbesiegten (Unconquered)
- 1948: Der Todesverächter (Whispering Smith)
- 1949: Samson und Delilah (Samson and Delilah)
- 1950: Lach und wein mit mir (Riding High)
- 1951: Ein Platz an der Sonne (A Place in the Sun)
- 1952: Die größte Schau der Welt (The Greatest Show on Earth)
- 1953: Ein Herz und eine Krone (Roman Holiday)
- 1953: Mein großer Freund Shane (Shane)
- 1954: Sabrina
- 1956: Der Regenmacher (The Rainmaker)
- 1956: Die zehn Gebote (The Ten Commandments)
- 1957: Zwei rechnen ab (Gunfight at the O.K. Corral)
- 1960: Café Europa (G.I. Blues)
- 1961: Blaues Hawaii (Blue Hawaii)
- 1961; Sommer und Rauch (Summer and Smoke)
- 1961: Alles in einer Nacht (All in a Night's Work)
- 1962: Girls! Girls! Girls!
- 1963: Acapulco (Fun in Acapulco)
- 1963: Ach Liebling… nicht hier! (Wives and Lovers)
- 1963: Der verrückte Professor (The Nutty Professor)
- 1964: König der heißen Rhythmen (Roustabout)
- 1965: Boeing-Boeing (Boeing (707) Boeing (707))
- 1965: Die vier Söhne der Katie Elder (The Sons of Katie Elder)
- 1966: Südsee-Paradies (Paradise, Hawaiian Style)
- 1967: Seemann, ahoi! (Easy Come, Easy Go)
- 1967: Barfuß im Park (Barefoot in the Park)
- 1968: Ein seltsames Paar (The Odd Couple)
- 1970: Nie wieder New York (The Out of Towners)
- 1973: Big Boy – Der aus dem Dschungel kam (The World's Greatest Athlete)
- 1974: Insel am Ende der Welt (The Island at the Top of the World)
- 1974: Herbie groß in Fahrt (Herbie Rides Again)
- 1976: Schlacht um Midway (Midway)
- 1977: Schwarzer Sonntag (Black Sunday)

## Auszeichnungen
- 1947: Oscarnominierung für Eine Lady mit Vergangenheit
- 1951: Oscar für Samson und Delilah
- 1954: Oscarnominierung für Ein Herz und eine Krone
- 1955: Oscarnominierung für Sabrina
- 1957: Oscarnominierung für Die zehn Gebote
- 1960: Oscarnominierung für Viele sind berufen
- 1961: Oscarnominierung für Besuch auf einem kleinen Planeten
- 1962: Oscarnominierung für Sommer und Rauch
- 1974: Emmy-Nominierung für The Execution of Private Slovik
- 1975: Oscarnominierung für Insel am Ende der Welt